# Komarów-Osada
Komarów-Osada [kɔˈmaruf ɔˈsada] là một ngôi làng ở Zamość, Lublin Voivodeship, ở miền đông Ba Lan. Đó là khu vực hành chính của Gmina Komarów-Osada. Nó nằm cách khoảng 19 kilômét (12 mi) về phía đông nam của Zamość và 94 km (58 mi) về phía đông nam của thủ phủ khu vực Lublin.

## Lịch sử
Vào ngày 31 tháng 8 năm 1920, ngôi làng là nơi diễn ra Trận chiến Komarów, một trong những trận chiến quan trọng nhất của Chiến tranh Xô-viết. Đó là trận chiến kỵ binh lớn nhất trong lịch sử chiến tranh kể từ năm 1813, trận chiến lớn cuối cùng có ý nghĩa trong đó kỵ binh được sử dụng làm lực lượng chính. Cuối cùng, quân Ba Lan đã giành được chiến thắng quyết định.
Trước chiến tranh, ngôi làng có khoảng 1.752 cư dân Do Thái trong số 2.895. Vào tháng 9 năm 1941, có 3.000 người Do Thái ở Komarow, trong số đó có những người bị trục xuất khỏi các thị trấn khác. Người Do Thái bị cưỡng bức lao động: xây dựng đường, xưởng cưa, căn cứ quân sự Luftwaffe. Vào tháng 6 năm 1942, khu tập trung Do Thái được thành lập. Vào ngày 5 tháng 10 năm 1942, 50 thanh niên nam nữ đã bị một đơn vị Gestapo xử tử. Từ ngày 15 đến 31 tháng 10 năm 1942, trong cuộc thanh trừng khu tập trung Do Thái, 2.500 người Do Thái đã bị xử tử. 5.000 người Do Thái chủ yếu từ vùng Zamosc đã bị trục xuất đến các trại hủy diệt Bełżec và Sobibor.